# 더 프랙티스
더 프랙티스(The Practice)는 1997년부터 2004년까지 방영된 텔레비전 드라마이다.